# Myolie Wu
Myolie Wu (Hongkong, 6 november 1979) (jiaxiang: Guangdong, Jiangmen, Taishan) is een Hongkongse TVB actrice. Zij zat op een boarding school van Methodist College Belfast, daarna ging ze studeren aan de Hong Kong University of Science and Technology. In 1999 deed ze mee aan Miss Hong Kong pageant en werd derde. Ze werd populair in de serie Golden Faith, waar ze als zusje van Gallen Lo speelde. In de serie War and Destiny speelde ze een hoofdrol en kreeg daarvoor prijzen van Next Magazine en Astro TV uit Maleisië. Myolie heeft elf liedjes gezongen voor TVB series en programma's. Verder heeft ze aan negen TVB-programma's meegedaan.

## Filmografie
- At Point Blank (2001)
- A Colourful Life (2001)
- Legal Entanglement (2001)
- The Awakening Story (2001)
- Eternal Happiness (2002)
- Doomed To Oblivion (2002)
- Family Man (2002)
- Golden Faith (2002)
- Survivor's Law (2003)
- Virtues of Harmony II (2003)
- Triumph in the Skies (2003)
- Net Deception (2004)
- Dream of Colours (2004)
- Lost in the Chamber of Love (2004)
- Scavenger's Paradise (2005)
- The Gateau Affairs (2005)
- Wars of In-Laws (2005)
- When Rules Turn Loose (2005)
- War and Destiny (2006)
- To Grow With Love (2006)
- The Drive of Life (2007)
- Wars of In-Laws II (2008)
- The Master of Tai Chi (2008)
- When A Dog Loves A Cat (2008)
- Burning Flame III (2009)
- A Chip off the old block (2009)